# アルバ・パテラ
アルバ・パテラ（Alba Patera）は火星のタルシス地域、北緯40.5度、西経109.9度にある楯状火山。1972年のマリナー9号による観測で確認された。裾野の直径はオリンポス火山の3倍以上になる太陽系最大の1,600kmに及ぶが標高は約6,800mとオリンポス火山の4分の1程度である。山頂のカルデラは長径170km、短径100kmの大カルデラと長径65km、短径40kmの小カルデラが組み合わさった複合カルデラである。深さは約1,200m。
アルバはラテン語で「白」を意味し、地球からも観測することのできる山上の雲に由来する。パテラはラテン語で皿や浅いボウルを意味し、頂上の二つのカルデラに由来する。ただし2007年9月、国際天文学連合（IAU）はアルバ・パテラを山上のクレーターの名称とし、火山自体の名は「アルバ山」（Alba Mons）に改名している。